# 미스김라일락
미스김라일락(Syringa pubescence)은 수수꽃다리속에 속하는 식물이다. 꽃봉오리가 맺힐 때는 진보라색이지만, 점점 연보라색으로 변하다가 만개할 때는 하얀색으로 변하며 6m(20ft)까지 자란다. 매혹적인 향을 낸다. 혹한 지방에서도 잘 견딘다.

## 유래
한국의 군정기인 1947년 캠프잭슨에 근무하던 미국 군정청 소속 식물 채집가 엘윈 M. 미더(Elwin M. Meader)가 북한산국립공원 내 도봉산에서 자라고 있던 털개회나무의 종자를 채취하여 미국으로 가져가 개량하였다. 당시 식물자료 정리를 도왔던 한국인 타이피스트 김(kim) 씨의 성을 따서 ‘미스김 라일락(Miss Kim Lilac, Syringa patula "Miss Kim")’이라는 이름을 붙였다. 이후 1970년대 우리나라에도 수입되어 가정용 관상식물로 심어지기 시작하였다.